# Més-Compromís
Més-Compromís (o simplemente Més; en español, «Más-Compromiso») es una federación de partidos española fundada en 1998 que tiene su ámbito de actuación en la Comunidad Valenciana y se autodefine como organización política unitaria del valencianismo progresista, de izquierdas, ecologista y feminista. Hasta el año 2021 tuvo el nombre de Bloc Nacionalista Valencià (en español, «Bloque Nacionalista Valenciano»).
A nivel de la Comunidad Valenciana, forma parte como socio mayoritario de la coalición Compromís:Més-Iniciativa-VerdsEquo, contando con nueve diputados de los quince obtenidos por dicha coalición en las elecciones autonómicas de 2023 así como con uno de los senadores valencianos designados. A nivel local, está integrado en la coalición Compromís:Acord per Guanyar. En el Congreso de los Diputados, Més-Compromís cuenta con una diputada (Àgueda Micó) electa en las elecciones generales de España de 2023 como miembro de la coalición Sumar, aunque abandonó el Grupo Parlamentario Plurinacional Sumar para integrarse en el grupo mixto en julio de 2025. Finalmente, a nivel europeo, esta federación cuenta con un eurodiputado (Vicent Marzà) electo en las elecciones al Parlamento Europeo de 2024 como parte de las listas de la coalición Sumar.

## Historia

### Antecedentes
Con la vuelta de la democracia a España se inició el proceso de construcción del Estado de las autonomías, aprobando la Comunidad Valenciana su primer Estatuto de Autonomía en el año 1982. Al año siguiente, en 1983, la nueva comunidad autónoma celebró sus primeras elecciones autonómicas. Es en aquellos años de valencianismo incipiente en la izquierda cuando se funda el partido Unitat del Poble Valencià (UPV) como partido integrador de dicho espacio político.
El nuevo partido UPV concurriría por primera vez a unas elecciones autonómicas valencianas en el año 1987 en coalición con Esquerra Unida del País Valencià, obteniendo 2 diputados dentro de dicha coalición. No obstante, diferencias internas del partido llevarían a la escisión del Partit Valencià Nacionalista (PVN) en 1990, optando finalmente la UPV por presentarse en solitario a las elecciones valencianas de 1991. Tras dicha decisión, la UPV logró un 3,7% de los votos, quedándose sin representación en las Cortes Valencianas e iniciando un período de crisis extraparlamentaria en el nacionalismo valenciano de izquierdas.
La situación de crisis se acentuó con las elecciones a las Cortes Valencianas de 1995, en las que ni la UPV ni el PVN lograron representación y una candidatura de derecha (el PPCV de Eduardo Zaplana) alcanzó la presidencia de la Comunidad Valenciana por primera vez desde la aprobación del Estatuto de Autonomía de 1982.

### Período fundacional del Bloc (1997-2000) y presidencia de Pere Mayor (2000-2003)
Es en este contexto cuando los partidos políticos del valencianismo de izquierdas optan por su reestructuración en esta federación de partidos denominada Bloc Nacionalista Valencià, agrupando esta a los partidos Unitat del Poble Valencià (UPV), Partit Valencià Nacionalista (PVN) y Nacionalistes d’Alcoi. La nueva federación aprobó el 9 de septiembre de 1997 su Declaración Política Constitutiva, se inscribió en el registro de partidos políticos el 12 de mayo de 1998, y celebró su Congreso constituyente en el año 2000.

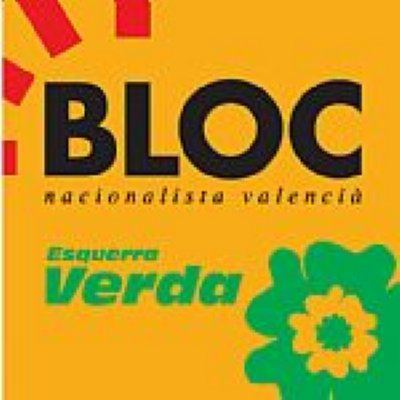
Logotipo de la Coalición BLOC-Esquerra Verda, 2003

Una vez constituida la nueva federación de partidos, Pere Mayor (secretario general de la UPV desde 1986) pasó a ocupar su presidencia. El objetivo de la nueva formación fue recuperar su representación en las Cortes Valencianas, presentándose en coalición junto con Esquerra Verda en la coalición Bloc-Esquerra Verda. Una vez celebradas las elecciones a las Cortes Valencianas de 2003, dicha coalición obtuvo el 4,77% de los votos, no alcanzando el umbral mínimo del 5% fijado por la legislación electoral valenciana para obtener representación.
Dicho resultado llevaría a la dimisión poco después del presidente Pere Mayor y la celebración de un nuevo Congreso en 2003. En dicho Congreso, la federación optó por la reorganización de su estructura de liderazgo, pasando a contar con Presidente y un Secretario General, puestos que acabaron siendo designados a Josep Maria Pañella y Enric Morera i Català respectivamente.

### Dirección Pañella-Morera (2003-2016) y creación de la coalición Compromís en 2010

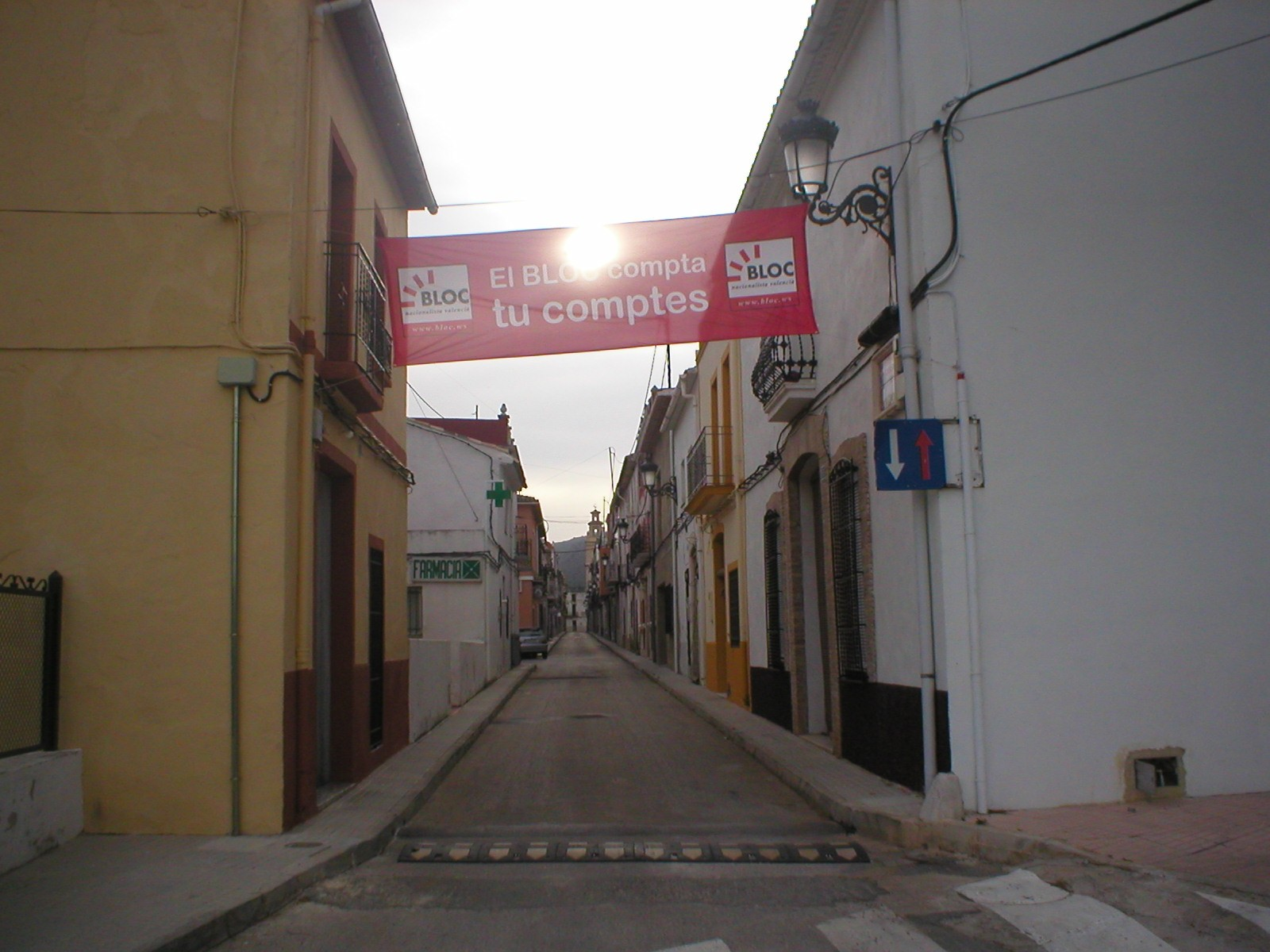
Cartel electoral del BLOC en Benichembla (Alicante) durante la campaña electoral de 2007

El objetivo marcado por la nueva dirección fue lograr, por fin, obtener representación en las Cortes Valencianas, para lo cual el Bloc optó por presentarse a las elecciones valencianas de 2007 dentro de la nueva coalición Compromís pel País Valencià junto a Esquerra Unida del País Valencià (EUPV), Els Verds del País Valencià (EVPV), Els Verds Esquerra Ecologista del País Valencià (EV-EE) e Izquierda Republicana (IR). La coalición acabaría logrando el 7,7% que se tradujeron en 7 diputados (5 correspondientes a Esquerra Unida y 2 al Bloc).
No obstante, poco después, en julio de 2007, se abrió una profunda crisis dentro de la coalición Compromís pel País Valencià que llevaría al acuerdo de los dos diputados del Bloc y las diputadas de EUPV Mónica Oltra y Mireia Mollà (pertenecientes a la corriente denominada Esquerra i País) para destituir a la portavoz del grupo parlamentario, Glòria Marcos (entonces coordinadora de EUPV). Tras ello, fue designada como nueva portavoz de dicho grupo parlamentario Mónica Oltra, de la corriente "Esquerra i País" y que acabaría fundando el partido Iniciativa del Poble Valencià (IdPV). Finalmente, la crisis llevó a la ruptura definitiva entre la directiva de EUPV con el Bloc, pasando este segundo a aproximarse al nuevo partido IdPV.
Tras todo ello, en las elecciones a las Cortes Valencianas de 2011, el Bloc pasó a presentarse dentro de la nueva coalición Compromís:Bloc-Iniciativa-VerdsEquo junto a Iniciativa del Poble Valencià (IdPV)  y Esquerra Ecologista-Verds (EE-EV, que a partir de 2014 se refundaría como Verds Equo del País Valencià). En dichas elecciones, la coalición Compromís obtuvo el 7,37% de los votos y 6 diputados, superando por primera vez a la candidatura presentada por EUPV, que se quedó con el 6% de votos y 5 escaños. Desde ese momento, la federación Bloc Nacionalista Valencià continuó presentándose de forma continua y estable dentro dicha coalición Compromís a las sucesivas elecciones a las Cortes Valencianas y elecciones municipales a nivel valenciano celebradas legislatura tras legislatura.
Ese mismo año, el Bloc optó por presentarse a las elecciones generales de España de 2011 bajo la coalición Compromís-Q, de nuevo junto a IdPV  y VEPV, obteniendo por primera vez representación en el Congreso de los Diputados al ser elegido como diputado Joan Baldoví, exalcalde de Sueca. A nivel europeo, el Bloc se presentó a las elecciones al Parlamento Europeo de 2014 dentro de la coalición Primavera Europea, logrando representación europea por primera vez al ser elegido Jordi Sebastià como eurodiputado.
En el año 2015, tras las elecciones a las Cortes Valencianas de ese año, la coalición Compromís logró pasar de los 6 diputados obtenidos en 2011 a 19. Ello, sumado a la victoria del Partido Socialista del País Valenciano (PSPV), llevaría a que fuese investido como nuevo Presidente de la Comunidad Valenciana el socialista Ximo Puig, entrando el Bloc por primera vez en su historia a formar parte del gobierno valenciano en coalición con el PSPV. En las elecciones generales celebradas ese año, el Bloc se presentó en coalición con el nuevo partido Podemos dentro de la coalición Compromís-Podemos-És el Moment, obteniendo un gran resultado con 9 diputados.
El Séptimo Congreso Nacional del Bloc se celebró el fin de semana del 21 y 22 de mayo de 2016, resultando elegida una nueva directiva con Enric Morera (hasta entonces secretario general) como Presidente, y Àgueda Micó como nueva Secretaria General.

### Dirección Morera-Micó (2016-2023), cambio de nombre a Més en 2021, y período de interinidad (2023-2024)

Logotipo de la coalición Compromís, de la que Més-Compromís forma parte desde 2010

La nueva directiva debió afrontar rápidamente la repetición de las elecciones generales, que se celebrarían en junio de 2016 y a las cuales Bloc se presentó dentro de la coalición A la Valenciana junto a sus socios de Compromís (IdPV y VEPV), Podemos y EUPV, repitiendo dicha coalición los 9 diputados obtenidos anteriormente por És el Moment.
Posteriormente, el domingo 28 de abril de 2019 fueron celebradas conjuntamente elecciones a Cortes Valencianas y elecciones Generales. Para ellas, Bloc optó por presentarse dentro de la coalición Compromís en solitario, esto es, sin Podemos ni EUPV (que pasaron a presentarse dentro de la coalición Unidas Podemos). Dicha decisión llevó a que la coalición pasase de 19 a 17 diputados en las Cortes Valencianas, mientras que en el Congreso de los Diputados la formación vio como se pasó de los 9 diputados obtenidos por la coalición A la Valenciana a solo 1 diputado obtenido por la coalición  Compromís. Los malos resultados obtenidos en las elecciones Generales de abril de 2019 llevaron a que el Bloc se acercase al nuevo partido Más País, pasando a presentarse en las elecciones Generales de noviembre de 2019 dentro de la nueva coalición Més Compromís. No obstante, esta candidatura volvió a obtener 1 único diputado.
Tras todo ello, el Bloc celebró su Octavo Congreso Nacional el fin de semana del 26 y 27 de junio de 2021, optando por una profunda modificación de su identidad e ideario. Así, la federación cambió su denominación por la de Més-Compromís (modificación apoyada por el 55,4% de los afiliados), y aprobó unas nuevas bases ideológicas en las que, sin abandonar los postulados valencianistas, busca poner mayor énfasis en la mejora de la gestión del autogobierno valenciano con profundización en políticas de justicia social, feminismo y ecologismo.
Posteriormente, en las elecciones a las Cortes valencianas de mayo de 2023 la coalición Compromís:Més-Iniciativa-VerdsEquo pasó de 17 a 15 diputados, de los cuales 9 corresponden a la federación Més-Compromís. Estos resultados llevaron a que este espacio político abandonase el gobierno de la Comunidad Valenciana al que accedió en el año 2015, pasando a ocupar la presidencia el popular Carlos Mazón.  A continuación, Més-Compromís optó por integrarse en la coalición Sumar para concurrir a las elecciones Generales de julio de 2023, siendo electa como diputada la entonces secretaria general Àgueda Micó.
La elección como diputada de Àgueda Micó llevó a su renuncia en septiembre de 2023 por incompatibilidad de dicho cargo con el de secretaria general, pasando el puesto a ser ocupado de forma interina por Amparo Piquer.  Finalmente, para las elecciones al Parlamento Europeo de 2024, esta federación optó por volver a integrarse en la coalición Sumar, siendo elegido un eurodiputado de la formación, Vicent Marzà.

### Dirección Baldoví-Piquer (2024-Actualidad)
La situación de interinidad finalizó con la celebración del Noveno Congreso Nacional de esta federación de partidos durante el fin de semana del 19 y 20 de octubre de 2024, presentándose tres candidaturas para ocupar el liderazgo de la formación. Finalmente, resultó electa con el 53% de los votos la candidatura encabezada por Joan Baldoví como nuevo Presidente y Amparo Piquer, que continuaría como Secretaria General (frente a la candidatura presentada por Mónica Álvaro que obtuvo el 23,8% de los votos, y la de David González con un 23,2%).

## Logotipos
La imagen corporativa de esta federación de partidos ha evolucionado a lo largo de los años, conforme se refleja en la siguiente galería.

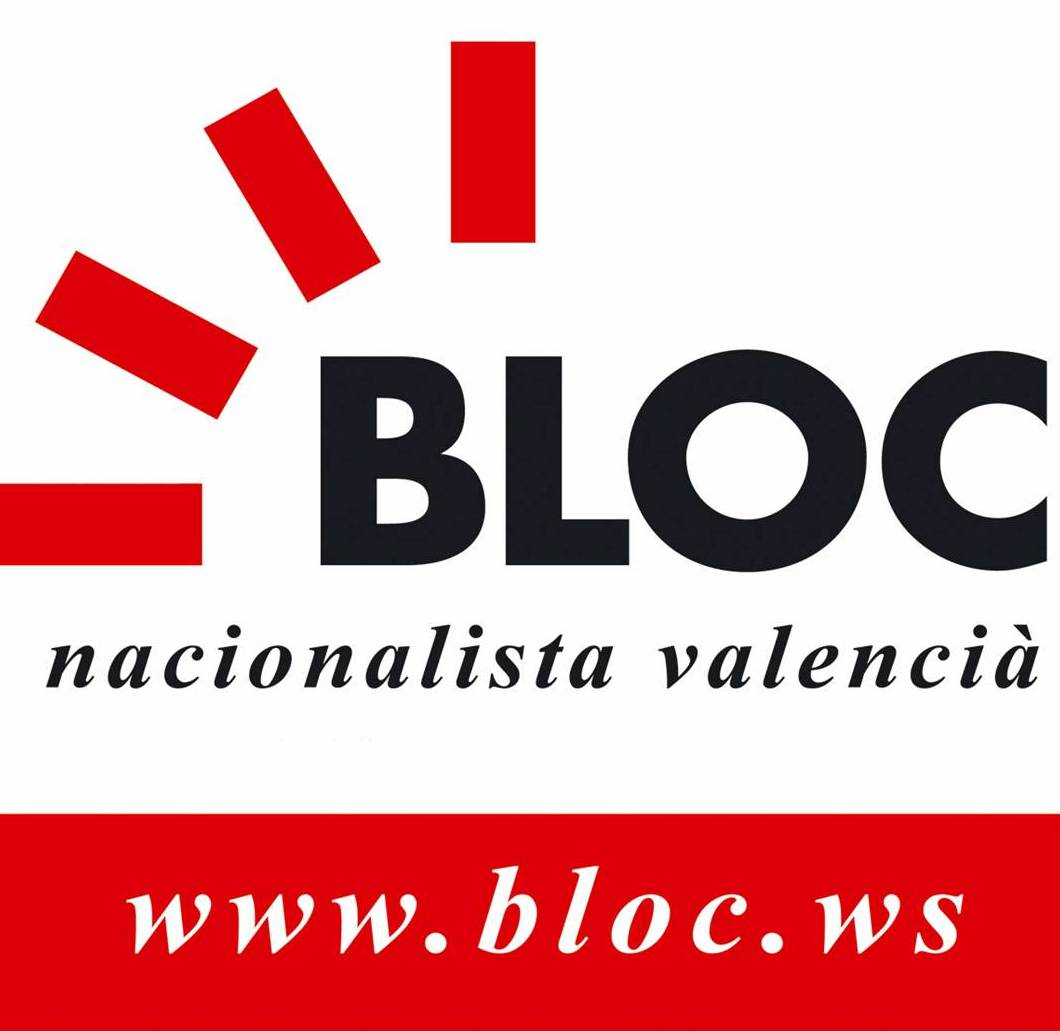
Logo inicial empleado hasta el año 2010
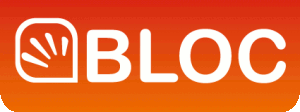
Logo empleado entre 2010 y junio de 2021 (VI y VII Congresos)
Logo empleado entre junio y octubre de 2021 (VIII Congreso)[16][17]
Logo actual, usado desde octubre de 2021 (IX Congreso)[73][68]